# Garfield 2
Garfield 2 er en film fra 2006. Garfield og Futte tager til England, hvor Garfield kommer til at bytte plads med den royale kat Prins, som lige har fået et kæmpe slot. Garfield nyder sit nye liv i sus og dus, selv om de mange penge også skaffer ham fjender, der meget gerne vil rydde Garfield af vejen.

## Skuespiller
- Breckin Meyer som Jon Arbuckle
- Jennifer Love Hewitt som Dr. Liz Wilson
- Billy Connolly som Lord Dargis
- Bill Murray som lægger stemme til of Garfield
- Tim Curry som lægger stemme til of Prince
- Bob Hoskins som lægger stemme til of Winston
- Ian Abercrombie som Smithee
- Roger Rees som Mr. Hobbs
- Lucy Davis som Ms. Abby Westminister
- Rhys Ifans som lægger stemme til of McBunny
- Oliver Muirhead som Mr. Greene
- Vinnie Jones som lægger stemme til Rommel
- Joe Pasquale som lægger stemme til Cluadus